# André Rieu
André Léon Marie Nicolas Rieu (Maastricht, 1949. október 1. –) holland showman, hegedűművész, karmester és zeneszerző.

## Élete
Hatgyermekes klasszikus zenész családból származik, édesapja a Lipcsei Opera igazgatója volt, emellett évekig dirigálta a Limburgi Szimfonikus Zenekart. Ötéves korától tanult hegedülni. 1968-tól 1973-ig a liège-i, majd a maastrichti konzervatóriumok növendéke volt, és Herman Krebberstől vett magánórákat. A brüsszeli zeneakadémián 1974-ben diplomázott.
1981-ben Richard Strauss Elektráját vezényelte Ute Trekel-Burckhardt, Sigrid Kehl és Rolf Apreck főszereplésével, a Sferisterio szabadtéri színházban, az olaszországi Maceratában.
Az 1990-es évek közepétől kezdve beutazta a világot Johann Strauss Orchestra nevű zenekarával, amely mára mintegy 45 muzsikusból áll.
Nős, felesége Marjorie Kochmann, akivel még egyetemi tanulmányai alatt házasodott össze, 1975-ben. Két fiuk van, Marc (1979) és Pierre (1981).

## Diszkográfia
- Maastricht Salon Orkest – Serenata (1984)
- Hieringe biete 1 (1989)
- D'n blauwen aovond (1992)
- Merry Christmas (1992)
- Strauss & Co (1994)
- The Vienna I Love (1995)
- In Concert (1996)
- Strauss Gala (1997)
- The Christmas I Love (1997. október)
- Romantic Moments (1998)
- 100 Years of Strauss (1999)
- Fiesta! (October 1999)
- La vie est belle (2000) – Berlin
- Musik zum Träumen (Dreaming) (2001)
- Live at the Royal Albert Hall (2002. április)
- Love Around the World (2002. november)
- Gala Concert (2002. december) – Hamburg
- Romantic Paradise (2003. szeptember) – Cortona, Olaszország
- Live in Dublin (2003. október)
- André Rieu at the Movies (2004. március)
- The Flying Dutchman (2004. július)
- Live in Tuscany (2004. szeptember)
- Songs from My Heart (2005)
- Roses from the South (2005. június) – Mainau, Németország
- New Year's Eve in Vienna (2005. október)
- Auf Schönbrunn (2006. július) – Bécs
- Christmas Around the World (2006. október)
- New York Memories (2006. november) – Radio City NY
- The 100 Most Beautiful Melodies (2007. május) – Australian Albums: No.2
- Masterpieces (2007. szeptember) – Australian Albums: No.9
- In Wonderland (2007. november) – Efteling, Hollandia
- Waltzing Matilda (2008. április) – Australian Albums: No.1
- Live in Vienna (2008. szeptember)
- Ich tanze mit dir in den Himmel hinein (2008. október) – Wedding, Semper Opera, Dresden
- Live in Maastricht II (2008. november)
- Live in Australia (2008. december) – Australian Albums: No.14
- You'll Never Walk Alone (May 2009. május) – Australian Albums: No.2
- Live in Maastricht III (2009. szeptember 8.)
- I Lost My Heart in Heidelberg (2009. szeptember 29.) – Berlin Comedian Harmonists
- The Very Best of André Rieu (2009. október) – Australian Albums: No.23
- Forever Vienna (2009. december) – UK: #2, IRE: No.4
- You Raise Me Up – Songs for Mum (2010. május) – Australian Albums: No.8
- My African Dream (2010. augusztus) – Dél-afrikai Köztársaság
- Live in Maastricht IV (2010. szeptember)
- Moonlight Serenade (2010. november) – Australian Albums: No.17
- And the Waltz Goes On (2011)
- Live in Brazil (2012)
- Home for Christmas (2012. december 11.)
- Live in Maastricht VI (2013. október) – 25. évforduló
- Nuits magiques (2013. november)
- Music of the Night (2013)
- Love Letters (2014. február)
- Les mélodies du bonheur (2014. május)
- Tavaszi szél vizet áraszt (Budapest, 2014. május 30.)
- Un amour à Venise (2014. november)
- Magic of the Violin (2015. május) – Johann Strauss Orchestra
- Roman Holiday (2015. november) – Johann Strauss Orchestra
- Magic of the Waltz (2016. május) – Johann Strauss Orchestra
- Viva Olympia (2016. augusztus) – Johann Strauss Orchestra
- Falling in Love (2016. november) – Johann Strauss Orchestra
- Amore (2017. december)
- Romantic Moments II (2018)
- Happy Days (2019) – Johann Strauss Orchestra